# Sovhoz
Sovhozul ►  pronunție ►  (în limba rusă: cовхо́з, forma contrasă a cове́тское хозя́йство, "gospodărie sovietică"), tradus de obicei prin fermă de stat, era un tip de fermă agricolă în Uniunea Sovietică care, în contrast cu  colhozul, care era o proprietate de grup al membrilor lui, era direct în proprietatea statului. Membrul unui sovhoz era numit sovhoznic.
În timpul colectivizării agriculturii inițiată de Stalin, cei mai mulți țărani au fost obligați să intre în colhozuri sau în sovhozuri. Sovhozurile au fost organizate de stat cu muncitori care erau plătiți cu salarii în bani, spre deosebire de colhozuri, ai căror membri erau plătiți prin cote părți din recoltele obținute. 
La început, sovhozurile au fost organizate de stat pe marile proprietăți confiscate de la moșieri, în vreme ce colhozurile au fost create prin unirea micilor ferme individuale. 
Distincția dintre sovhozuri și colhozuri era mică în practică, excepție făcând evident modul de plată al lucrătorilor. Ambele categorii de ferme erau controlate strict de stat prin intermediul planurilor de producție și prin cumpărarea de către agențiile guvernamentale a întregii producții la prețuri controlate de la centru. Guvernul putea decide transformarea colhozurilor în sovhozuri, sau invers. 
În 1990, în Uniunea Sovietică erau cca. 25.000 de ferme, dintre care 45% erau sovhozuri, iar 55% erau colhozuri. Suprafața medie a sovhozurilor era de 15.300 ha, de peste două ori mai mare decât cea a colhozurilor. Numărul sovhozurilor era cu mult mai mare în partea asiatică a Uniunii Sovietice. 